# The Life Before Her Eyes
The Life Before Her Eyes (conocida en español como La vida ante sus ojos) es una película de 2007 dirigida por Vadim Perelman. El guion fue adaptado por Emil Stern a partir de la novela homónima de Laura Kasischke. La película está protagonizada por Uma Thurman y Evan Rachel Wood. Fue lanzada el 18 de abril de 2008, y gira en torno a la culpa de una mujer superviviente de un evento al estilo Columbine "que tuvo lugar quince años antes, lo que hace que su idílica vida de hoy en día corra el riesgo de desmoronarse.

## Argumento
La imaginativa, impetuosa y salvaje Diana (Evan Rachel Wood) no puede esperar para comenzar su vida adulta. En los últimos días de la escuela secundaria, en la primavera exuberante, Diana prueba sus límites con el sexo y la droga, mientras su más conservadora amiga Maureen (Eva Amurri) la observa con preocupación. A continuación, las dos jóvenes están involucradas en un incidente de tiroteo semejante a la Masacre de la Escuela Secundaria de Columbine, y se ven obligadas a hacer una elección imposible. 
La película se centra principalmente en la edad adulta de Diana (Uma Thurman). Ella lleva una vida aparentemente normal como profesora universitaria de Historia del Arte. Además tiene una hija, Emma (Gabrielle Brennan), y está casada con el profesor que una vez dio un discurso en la escuela sobre el poder de la visualización y cómo se puede dar forma a su propio futuro de esta manera. Nos enteramos, sin embargo, que ella se siente culpable por algo que no la deja dormir. 
Un día recibe una llamada de la escuela de Emma. Las monjas que dirigen la escuela se quejan de su comportamiento. Más tarde, en una heladería, Diana le pide a Emma no ocultarse más como ella siempre está haciendo. "Me odias", le contesta Emma ante sus reproches. Salen de la heladería precipitadamente y Diana hace entrar a Emma en su automóvil, al mismo tiempo que observa a su esposo, el profesor, con otra mujer. Duda acerca de él y en lugar de enfrentarlo, ella se queda parada en medio de la calle, donde es golpeada por una camioneta. En su camino al hospital se imagina que la sangre se escapa de su cuerpo. Sin embargo, de hecho, no se ha visto afectada por el accidente. Lo que pasa es que ella recuerda las complicaciones que tuvo después de un aborto en sus días de la escuela secundaria.
El día del 15º aniversario del tiroteo, un memorial se celebra en la escuela. Diana pasa repetidamente frente a la escuela hasta que, finalmente, decide llevar algunas flores. A medida que entra en la escuela, una muchacha le pregunta si ella es uno de los sobrevivientes. Ella no contesta y simplemente camina y pone flores en el interior, en primer lugar dejando en algunos escritorios y luego pasa al baño de la escuela. Antes de que entre allí, Diana recibe una llamada de la escuela de Emma, informándole que su hija ha desaparecido. Ella sale corriendo rápidamente y deja caer las flores en la puerta. 
Ya en la escuela de Emma, un detective le informa a Diana que encontraron una pieza de ropa de color rosa en el bosque. Entonces ella conduce hacia allá y camina por el bosque gritando el nombre de su hija. Emma aparece ante los ojos de Diana por un momento pero luego se desvanece tan pronto como había aparecido. 
Estamos de vuelta en los baños de la escuela donde Diana dejó caer las flores. Este es el lugar donde ella y Maureen se vieron obligadas a decidir cuál de ellas debe sobrevivir. Maureen se había ofrecido en primer lugar, pero el tirador Michael Patrick (John Magaro) le dice a Diana por qué no debería ser ella. Ella asiente y le dice que la mate a ella.  Entonces el dispara una ráfaga y ella muere. Luego el asesino se suicida de un disparo, quedando Maureen sola en el baño.
Todo lo que hemos visto anteriormente en la película es lo que Diana había soñado sobre como sería su vida adulta. Emma es la hija que nunca tuvo, la que siempre deseó; la hija que abortó.  A medida que la película termina la muchacha una vez más le pregunta si ella es una sobreviviente y ella responde que no con una sonrisa, con una sensación de alivio porque tomó la decisión correcta.

## Reparto
| Actor              | Personaje        |
| ------------------ | ---------------- |
| Uma Thurman        | Diana McFee      |
| Evan Rachel Wood   | Diana joven      |
| Eva Amurri         | Maureen          |
| Gabrielle Brennan  | Emma             |
| Chanler Adán-Berat | Haswhip Ryan     |
| Brett Cullen       | Paul McFee       |
| Maggie Lacey       | Amanda           |
| Jewel Donohue      | Madre            |
| Tanner Max Cohen   | Nate Witt        |
| Molly Price        | Madre de Diana   |
| John Magaro        | Patrick Michael  |
| Isabel Keating     | Madre de Maureen |
| Nathalie Paulding  | Amanda Young     |
| Mike Slater        | Tom joven        |
| James Urbaniak     | Profesor McFee   |

## Taquilla
La película se estrenó en versión limitada el 18 de abril de 2008 en los Estados Unidos y recaudó 20.220US$ en ocho teatros en su primer fin de semana, un promedio de 2527$ por teatro. A partir del 27 hasta 29 de junio de 2008, había un total bruto de 303.439$, en un presupuesto de producción de 13 millones de dólares. La recaudación fuera de Estados Unidos fue bastante mayor, logrando una recaudación mundial total de 7.248.490$.